# Drapelul Mexicului
Drapelul Mexicului este un dreptunghi vertical tricolor constând din trei zone egale în culorile verde, alb și roșu având stema naţională axată în centrul zonei albe. Deși semnificația culorilor de-a lungul timpului s-a schimbat, culorile au rămas constante de la adoptarea acestora la sfârșitul războiului de independenţă al Mexicului față de Spania.
Prezentul steag a fost adoptat în 1968, dar designul general al steagului păstrează structura primul drapel al Mexicului independent, cel din 1821. Actualele simboluri naţionale ale țării continuă să fie folosite începând cu 1984.
În 1821, la vremea adoptării primului steag al Mexicului, tricolorul Italiei, care prezintă aceleași trei culori, cu aceeași distribuție verticală, nu era utilizat. În plus, actualul steag al Mexicului are ca semn distinctiv, pe culoarea alb, stema țării. În cadrul stemei, culorile roșu, alb și verde reprezintă culorile armatei de eliberare națională mexicane iar emblema centrală este o pictogramă aztecă pentru a sugera cum se interpretează, conform unor legende, alegerea locului pentru orașul capitală a imperiului aztec, Tenochtitlan, pe ruinele căruia a fost construită actuala capitală, Ciudad de México. Forma stemei a fost revizuită ultima dată în 1968, dar nu și designul acesteia.
De-a lungul istoriei, steagul țării s-a schimbat de patru ori într-un mod semnificativ, după cum designul stemei și raportul dintre lungimea și lățimea câmpului drapelului a fost modificat. Oricum, stema Mexicului conține aceleași elemente, un vultur cu un șarpe în ciocul său, aflându-se în vârful unui anumit cactus, aparținând genului opuntia, care, la rândul său, se află pe o rocă, care se află deasupra apei unui lac.